# 河内長野市立石仏小学校
河内長野市立石仏小学校（かわちながのしりついしぼとけしょうがっこう）は、大阪府河内長野市にある公立小学校。
2012年度の全校児童数は271人で、主に1学年約24人の2学級となっている。教職員は16人。校区は旧村地域と青葉台で構成されるが、分離新設校であるため、ニュータウン校としての特色が強い。周辺は山林や畑に囲まれた恵まれた環境であるとともに、大阪府内の公立小学校では少ない運動場の芝生化がなされている。
校舎は地上3階の鉄筋コンクリート造。敷地は45,577㎡（運動場10,684㎡）と児童数に対して広い。教材園やコンピュータ室に加え、先進的なICT教育の実践がなされている。2007年度にはパナソニック教育財団による第33回実践教育助成校として、日豪韓での国際共同学習が実施されたほか、河内長野市立教育メディアセンターの協力のもと、河内長野市立加賀田小学校と合同で遠隔教室を行うなどもしている。

## 沿革
- 1981年4月 - 河内長野市立加賀田小学校より分離開校
- 1982年 - プールを設置
- 1984年 - 学校給食を開始
- 1994年 - 南河内第二教科書センターが設置される
- 2010年 - ICT機器の配備、運動場の一部芝生化
- 2011年6月1日 - 学校運営協議会制度のコミュニティ・スクールに指定

## 通学区域
- 石仏、加賀田（一部）、北青葉台、南青葉台、清水（一部）

※加賀田と清水は番地で指定されている。
卒業生は基本的に河内長野市立加賀田中学校に進学する。

## 年中行事
主な年中行事は以下の通り。
- 5月 - 春の遠足
- 6月 - 石小まつり
- 7月 - 芝生キャンプ
- 8月 - デイキャンプ

```
     -ホタル鑑賞会（現在はない）
```

- 10月 - 加賀田フェスティバル、修学旅行・社会見学
- 11月 - 秋の遠足
- 12月 - マラソン大会
- 3月　- 6年生を送る会

　　　 -卒業式

## 交通
- 南海高野線　美加の台駅から徒歩約10分。
- 南海高野線　三日市町駅から南海バス南青葉台線（13・30系統）「青葉台センター前」バス停下車、徒歩約10分。

最寄は美加の台駅であるが、道路交通網が整備されていないため、より距離のある隣駅の三日市町駅が主に利用される（詳細は美加の台駅の頁を参照）。